# 罗东镇 (南安市)
罗东镇是中国福建省泉州市南安市下辖的一个镇。

## 行政区划
罗东镇共辖12个村委会，分别是：
罗东村、维新村、新明村、罗溪村、振兴村、山坂村、蔡厝村、埔心村、荆坑村、高塘村、霞山村、潭溪村。